# مضحي الدوسري
مضحي الدوسري لاعب كرة قدم سعودي سابق.
هو مضحي علي شايقي الدوسري مواليد 1971م في العاصمة الرياض.
وهو حارس مثل نادي النصر من عام 1414 وحتى 1422 وحصد سبع بطولات وشارك في بطولة كأس العالم لأندية كرة القدم 1420.
من أبرز المباريات التي لعبها مضحي هي التي كانت أمام نادي الهلال في نهائي الدوري 1415هـ ومباراة سامسونج الكوري الجنوي في نهائي كأس آسيا 1417 والتي وقف فيها سداً منيعاً لكل الهجمات الكورية.

## إسهاماته
- الحصول على كأس دوري خادم الحرمين الشريفين عام 1414, 1415
- الحصول على كأس الاتحاد السعودي 1418
- الحصول على كأس الكؤوس الآسيوية 1418
- الحصول على كأس السوبر الآسيوي 1419
- الحصول على كأس الخليج للأندية 1416, 1417
- المشاركة في كأس العالم لأندية كرة القدم عام 2000

## روابط خارجية
- مضحي الدوسري على موقع الاتحاد الدولي (مؤرشف)  (الإنجليزية)
- مضحي الدوسري على موقع قاعدة بيانات كرة القدم.إي يو (الإنجليزية)
- مضحي الدوسري على موقع عالم كرة القدم.نت (الإنجليزية)